# Macadumosia excisa
Macadumosia excisa là một loài bướm đêm thuộc phân họ Arctiinae, họ Erebidae.